# Fran Miholjević
Fran Miholjević (* 2. srpna 2002) je chorvatský profesionální silniční cyklista jezdící za UCI WorldTeam Team Bahrain Victorious.

## Hlavní výsledky
2019
Národní šampionát
 vítěz časovky juniorů
2. místo silniční závod juniorů
Belgrade Trophy Milan Panić
 celkový vítěz
 vítěz soutěže mladých jezdců
vítěz etapy 1b
6. místo Gran Premio Eccellenze Valli del Soligo
9. místo Trofeo Guido Dorigo
2020
Národní šampionát
 vítěz silničního závodu juniorů
 vítěz časovky juniorů
Mistrovství Evropy
4. místo časovka juniorů
2021
Národní šampionát
 vítěz časovky do 23 let
2. místo silniční závod
Carpathian Couriers Race
3. místo celkově
 vítěz soutěže mladých jezdců
vítěz prologu
4. místo GP Capodarco
2022
Národní šampionát
 vítěz časovky
Carpathian Couriers Race
 celkový vítěz
 vítěz bodovací soutěže
 vítěz soutěže mladých jezdců
vítěz 1. etapy
vítěz GP Vipava Valley & Crossborder Goriška
Giro di Sicilia
vítěz 3. etapy
Giro della Friuli Venezia Giulia
vítěz 1. etapy (TTT)
Mistrovství Evropy
 2. místo časovka do 23 let
2. místo Trofeo Città di San Vendemiano
2023
Národní šampionát
 vítěz časovky